# Modo
Modo (latinsko testis, starogrško ὄρχις, latinizirano: orchis) je moški spolni organ. To je parna žleza jajčaste oblike, v kateri nastajajo spolne celice in spolni hormoni. Žlezi se razvijeta v trebušni votlini in se še pred rojstvom spustita skozi dimeljski kanal v spodnjem delu trebušne stene v modnik, ohlapno kožno vrečo. Modo obdaja čvrsta vezivna ovojnica, od katere prehajajo v notranjost nežne vezivne pregrade. Med njimi so vijugani semenski kanalčki, v epiteliju kanalčkov pa dozorevajo moške spolne celice (spermiji) pod vplivom hormonov hipofize. Ta proces se imenuje spermatogeneza. Med semenskimi kanalčki so Leydigove celice, ki izločajo moški spolni hormon testosteron. Ta vpliva na razvoj moških spolnih organov in sekundarnih spolnih znakov.

## Predrojstveni razvoj
Moda se začnejo kot nediferencirana gonada v retroperitonealnem področju. Transkripcija gena SRY na kromosomu Y obvezno vodi so spolne diferenciacije. Brez gena SRY se gonada razvije v jajčnik. Ko se fetus razvija, delujoča moda proizvajajo testosteron in omogočijo razvoj moških spolovil.
V zadnjih treh gestacijskim mesecih se morajo moda spustiti iz retroperitonealnega položaja v modnik. Preiti morajo peritonej in trebušno steno skozi dimeljski kanal.

## Anatomija mod
Moda so zgrajena iz semenskih cevk, ki vodijo v obmodek. Tam se združijo v eno samo cevko imenovano semenovod. V modih v semenskih cevkah ležijo velike, dolge celice imenovane Sertolijeve celice. Na njihovi površini poteka mejoza. Celice, ki se nahajajo med semenskimi cevkami, se imenujejo Leydigove ali intersticielne celice. Njihova naloga je, da izločajo testosteron. 

## Regulacija delovanja
Na moda vplivata dva hipofizna hormona, in sicer FSH (folikle stimulirajoči hormon) in ICSH (intersticijske celice stimulirajoči hormon). FSH vpliva na Sertolijeve celice, da pospešijo mejozo, ICSH pa na Leydigove (intersticielne) celice, da izločijo testosteron. Testosteron pospešuje spermatogenezo (nastanek semenčic).

## Patofiziološke različice
Modo se lahko na svoji poti ustavi. Kadar se ustavi v dimeljskem kanalu, pogosto povzroči prirojeno hernijo oz. kilo. Pri prezgodaj rojenih otrocih (prematurusih) se moda včasih ne spustijo popolnoma. Proces se navadno dokonča v 9. gestacijskem mesecu. Kriptorhizem oz. retencija testisa pomeni, da so se moda na svoji poti ustavila še pred dimeljskim kanalom.
Perinealno ektopično modo preide povrhnji dimeljski prstan (lat. anulus inguinalis superficialis), vendar zdrsne med modnikom in stegnom in pristane v perineju. 
Pri osebah, ki so kromosomsko moški (46 XY), fenotipsko pa ženske, se lahko moda zaradi neobčutljivosti na androgene pojavijo tudi med velikimi sramnimi  ustnicami.